# Abbas Zandi
Abbas Zandi (pers.عباس زندی; ur. 3 czerwca 1930; zm. 30 października 2017) – irański zapaśnik walczący w stylu wolnym. Trzykrotny olimpijczyk. Piąty w Helsinkach 1952; siódmy w Londynie 1948 i Melbourne 1956. Walczył w kategorii 73, 87 i 79 kg.
Mistrz świata w 1954; czwarty w 1951.  Mistrz igrzysk azjatyckich w 1958. Czwarty na mistrzostwach Europy w 1949 roku.